# Marek Štěch

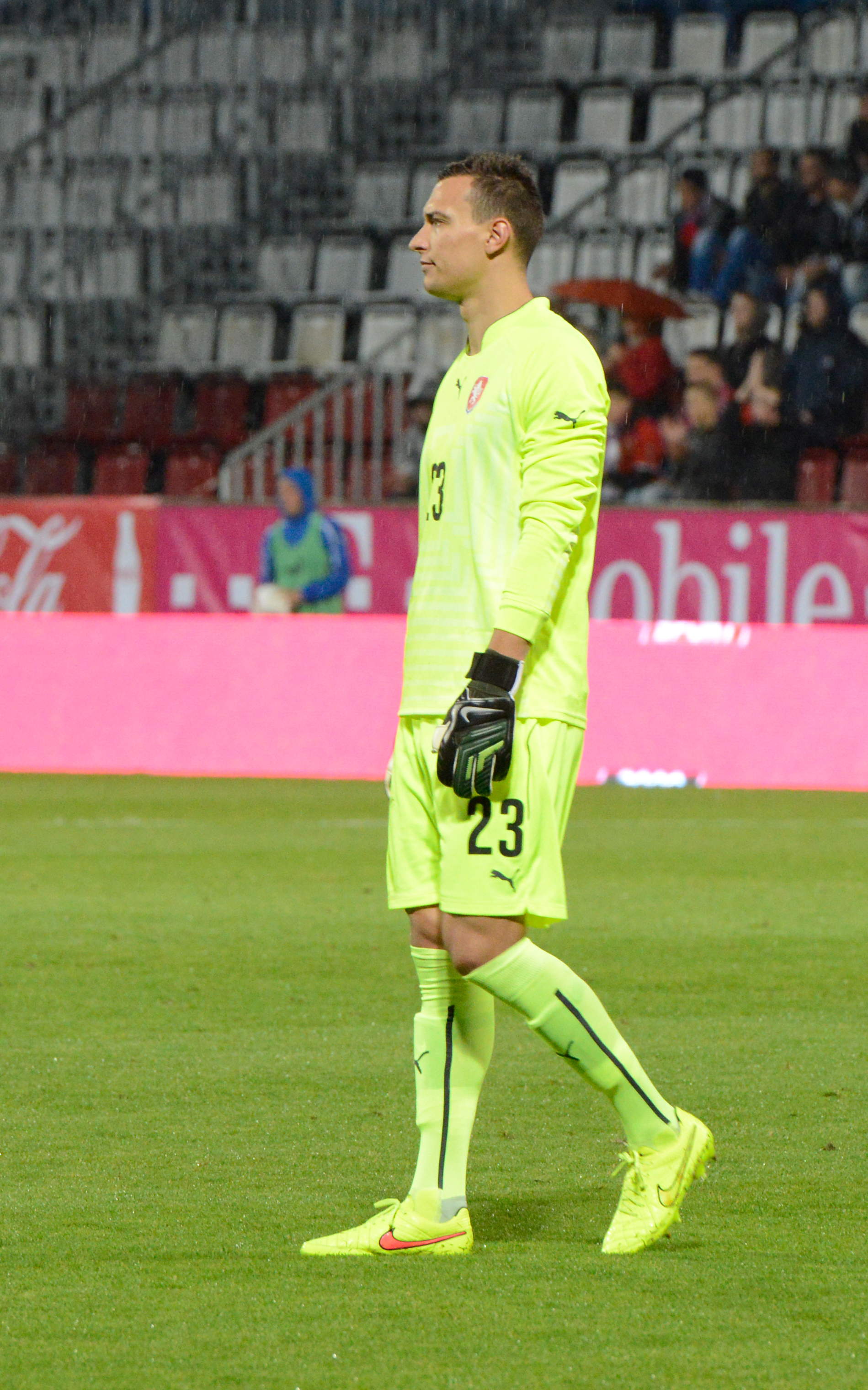
Marek Štěch 2014

Marek Štěch (ur. 28 stycznia 1990) – czeski piłkarz grający na pozycji bramkarza w Luton Town.

## Kariera klubowa
31 sierpnia 2006 roku przeszedł ze Sparty Pragi do West Hamu United. Kwota transferu nie została ujawniona.
12 marca 2009 roku został wypożyczony do Wycombe Wanderers do końca sezonu. Zadebiutował w Wycombe dwa dni później, w zremisowanym 3-3 meczu z Brentford. Jednak kontuzje pachwiny i biodra sprawiły, że zagrał tylko dwa razy na wypożyczeniu i powrócił do klubu na kurację.
11 grudnia 2009 został wypożyczony na tydzień do Bournemouth. Dzień później zadebiutował w meczu z Morecambe i puścił pięć bramek. W barwach Bournemouth wystąpił tylko raz i powrócił do West Hamu, gdzie usiadł na ławce w kolejnym spotkaniu, przeciwko Chelsea. W sierpniu 2010 roku zagrał swój pierwszy pełny mecz w bramce West Hamu, w Pucharze Ligi przeciwko Oxford United. Zachował czyste konto, a jego zespół wygrał 1-0.
W październiku 2011 roku został wypożyczony do Yeovil Town, gdyż podstawowy bramkarz Jed Steer został kontuzjowany. 15 października zadebiutował przeciwko Carlisle United. 14 listopada 2011 powrócił z wypożyczenia, pięć dni przed czasem. Zagrał pięć spotkań w Yeovil, zachował jedno konto i obronił jednego karnego w spotkaniu z Stevenage.
W 2014 roku wrócił do Sparty Praga. W 2017 odszedł do Luton Town.

## Kariera reprezentacyjna
Štěch grał w drużynach U-17, U-19 i U-21 reprezentacji Czech. 3 marca 2010 zadebiutował w reprezentacji U-21 przeciwko reprezentacji Finlandii. 3 czerwca 2014 zadebiutował w dorosłej reprezentacji w przegranym 1:2 towarzyskim meczu z Austrią.